# Лублињец
Лублињец (пољ. Lubliniec) је град у Пољској у Војводству Шлеском у Повјату lubliniecki. Према попису становништва из 2011. у граду је живело 24.394 становника.

## Становништво
Према прелиминарним подацима са пописа, у граду је 2011. живело 24.394 становника.
| 2002.  | 2011.  | 2012.  |
| ------ | ------ | ------ |
| 24.601 | 24.394 | 24.394 |

## Партнерски градови
- Кишкунмајша
- Краварже
- Лович
- Реда
- Теруел